# استفان یوهانسون
استفان یوهانسون (به انگلیسی: Stefan Johansson) (زادهٔ ۸ سپتامبر ۱۹۵۶ در وکفو) رانندهٔ خودروهای مسابقه‌ای اهل سوئد است که علاوه بر سایر تیم‌ها، برای تیم‌های فراری و مک‌لارن نیز در مسابقات فرمول یک رانندگی کرده‌است. او پس از ترک مسابقات فرمول یک، برندهٔ مسابقه ۲۴ ساعته لمانز ۱۹۹۷ شد و در چندین ردهٔ دیگر، از جمله کارت، انواع مختلفی از مسابقات خودروهای اسپورت و استادان گراند پری شرکت نموده‌است.
یوهانسون مدیر برنامه‌های اسکات دیکسون نیوزیلندی (قهرمان ایندیاناپلیس ۵۰۰ ۲۰۰۸)، همکار سوئدی‌اش فلیکس روسنکفیست (قهرمان مسابقات قهرمانی فرمول ۳ اروپا ۲۰۱۵)، زاکاری کلامان دملوی کانادایی و اد جونز است.